# Tschinkelova vila
Tschinkelova vila byl dům ve městě Dubí v okrese Teplice. Byla využívána jako obytný dům svého stavebníka, později jako dětská psychiatrická léčebna i ozdravovna pro nakažené tuberkulózou. V září 2022 započala demolice a v následujícím měsíci zbyla z vily pouze suť. Pozemek má sloužit nové výstavbě.

## Historie
Vilu si nechal postavit v letech 1864 až 1865 jako letní zámeček Anton Tschinkel (1812–1892), majitel továrny na porcelán, soudky a zakladatel klimatických lázní v Dubí, syn továrníka Augustina Tschinkela st. Během finanční krize v 80. letech 19. století na továrníka dopadla krize a jeho majetek přešel do konkurzu. Do roku 1923 pak není známo, co se se zámečkem dělalo. Poté začala budova sloužit jako zotavovna a během druhé světové války sloužila jako škola v přírodě.
Po druhé světové válce zde byla založena ozdravovna pro nemocné s tuberkulózou. Od roku 1952 zde působil i MUDr. Jan Pfeiffer. V této době byla postavena vedle vily i druhá budova, která sloužila jako karanténa. Roku 1957 se účel budovy změnil na dětskou psychiatrickou léčebnu. Byla zde provedena úprava pokojů, zazdění některých dveří, rozšíření vodoinstalací a přidány umyvadla a vany. Od roku 1962 zde probíhala práce s halucinogeny (zejména LSD) během psychoterapie. Z dobového tisku je dochováno i používání LSD na dětech. Po srpnové okupaci roku 1968 bylo LSD v medicíně zakázáno. Někteří pacienti potvrdili léčbu elektrošoky a bití ze strany ošetřovatelů.
Později zde bylo vedle dětské psychiatrické léčebny zřízeno také středisko psychologicko-psychiatrické péče. Pacienti i personál léčebnu opustil roku 1983 a byli postupně přesouváni do psychiatrického zařízení v Háji u Duchcova. V devadesátých letech 20. století došlo sice k rekonstrukci budovy, nebyla však již osídlena. Byla shledána nedostačující a nákladnou na provoz. Budovu během rekonstrukce roku 1998 poškodil výbuch v kotelně a později se zhroutily i střechy. V současnosti je vila v majetku Jaroslava Poka, bývalého starosty Moldavy. Majitel v roce 2019 jednal s Ústeckým krajem o odkoupení areálu vily. Kraj jej chtěl využít na připojení k Podkrušnohorským domovům sociálních služeb.
Vila byla v roce 2022 zbourána.

## Popis
Dvoupatrové vile dominovala věž. Celou budovou prostupovalo kamenné točité schodiště. Nacházela se v rozsáhlém areálu, ve kterém se nacházely skleníky.  Na východní straně areálu se nacházel ještě jeden objekt, dům z padesátých let, který sloužil jako karanténa.  